# Hohenaspe
Hohenaspe település Németországban, Schleswig-Holstein tartományban. Lakosainak száma 1972 fő (2023. december 31.).

## Népesség
A település népességének változása:
| Lakosok száma | 1460 | 1963 | 1950 | 1925 | 1967 | 1972 |
|               | 1975 | 2017 | 2019 | 2021 | 2022 | 2023 |